# Ludwig Ferdinand Schnorr von Carolsfeld
Ludwig Ferdinand Schnorr von Carolsfeld, né le 11 octobre 1788 à Königsberg et mort le 13 avril 1853 à Vienne, est un peintre, aquafortiste et lithographe.

## Biographie
Ludwig Ferdinand Schnorr von Carolsfeld naît le 11 octobre 1788 à Königsberg. Fils de Hanns et frère de Julius et Eduard Schnorr, Ludwig est d'abord l'élève de son père, puis travaille à l'académie de Vienne. Il devient membre de l'académie en 1835. En 1841 il devient 2e conservateur puis en 1843 1er conservateur de la galerie de peinture royale du Belvédère.
Il adopte le style de Füger et grave quelques eaux-fortes. 
Ludwig Ferdinand Schnorr von Carolsfeld meurt le 13 avril 1853 à Vienne.

## Œuvres

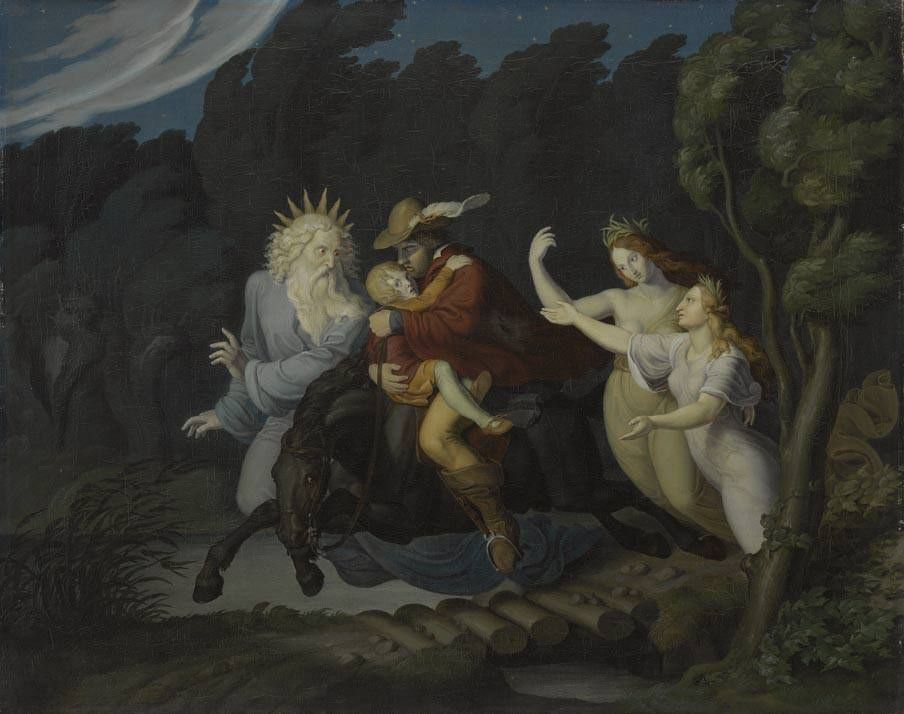
Le Premier roi (vers 1830-1835,).

Parmi ses œuvres, citons Le Premier roi (1821, Ferdinandeum, Innsbruck), La Libération de Pierre (1836, musée de Dresde) et Le Christ nourrissant les quatre mille (1839, ib.).